# Psyche tubifer
Psyche tubifer är en fjärilsart som beskrevs av Kirby 1892. Psyche tubifer ingår i släktet Psyche och familjen säckspinnare. Inga underarter finns listade.